# Craig Safan
Craig Safan (* 17. Dezember 1948 in Los Angeles) ist ein US-amerikanischer Komponist und wirkte insbesondere als Filmkomponist.

## Karriere
Er begann seine künstlerische Laufbahn als Arrangeur und Komponist im Theater.
Seine erste Arbeit für den Film war die Vertonung des Dokumentarfilms The California Reich (Regie: Keith Critchlow und Walter F. Parkes) aus dem Jahr 1975.
In den 1980er Jahren zog es ihn zum Film und er komponierte viele seiner Partituren mit Synthesizern wie dem Synclavier. Es schrieb in dieser Zeit Musik für Filme wie Warnzeichen Gen-Killer, Die Zeitfalle (1987), Nightmare on Elm Street 4 (1988) und Stand and Deliver. Sein Stil bestand oft aus Improvisation als Form der Komposition.
Bisher komponierte Safan für mehr als 70 Filme und zahlreiche Fernsehserien. Zu seinen bekannteren Werken als Hollywood-Filmkomponist zählen Titel für Starfight (1984), Angel – Straße ohne Ende, Fade to Black – Die schönen Morde des Eric Binford, Auf Kriegsfuß mit Major Payne  (1995), Remo – unbewaffnet und gefährlich und die Musik zur Fernsehserie Cheers. Er wurde acht Mal mit Preisen der American Society of Composers, Authors and Publishers (ASCAP) ausgezeichnet und einmal für den Emmy nominiert; außerdem ist er Empfänger einer Watson Foundation Fellowship.
Safan, der Mitglied im Musikgremium der den Oscar vergebenden Academy of Motion Picture Arts and Sciences ist, teilt seine Zeit zwischen Los Angeles und New York City, wo er für Musical- und Theaterproduktionen komponiert.

## Filmografie (Auswahl)

### Filme
- 1977: Die Bären bleiben am Ball (The Bad News Bears in Breaking Training)
- 1978: Deine Braut gehört mir (Getting Married)
- 1978: Zwei heiße Typen auf dem Highway (Corvette Summer)
- 1980: Stirb lachend (Die Laughing)
- 1980: Fade to Black – Die schönen Morde des Eric Binford (Fade to Black)
- 1981: Der Einzelgänger (Thief)
- 1984: Angel
- 1984: Starfight (The Last Starfighter)
- 1985: Remo – unbewaffnet und gefährlich (Remo Williams: The Adventure Begins)
- 1985: Warnzeichen Gen-Killer (Warning Sign)
- 1985: Zeit der Vergeltung (The Legend of Billie Jean)
- 1986: I-Mann – Die Kampfmaschine aus dem All (I-Man)
- 1987: Die Zeitfalle (Timestalkers)
- 1987: Hautnah Verfolgt (Lady Beware)
- 1988: Flug ohne Rückkehr (Shootdown)
- 1988: Stand and Deliver
- 1988: Nightmare on Elm Street 4 (A Nightmare on Elm Street 4: The Dream Master)
- 1990: Nur über Deine Leiche (Enid Is Sleeping)
- 1991: General Custers letzte Schlacht (Son of the Morning Star)
- 1991: Späte Leidenschaft (An Inconvenient Woman)
- 1992: Der Todesengel vom Grand Central (Terror on Track 9)
- 1992: Hydrotoxin – Die Bombe tickt in Dir (Live Wire)
- 1993: Das Osterkind (Miracle Child)
- 1993: Mord aus Überzeugung (The Conviction of Kitty Dodds)
- 1993: Prophet des Bösen (Prophet of Evil: The Ervil LeBaron Story)
- 1994: Grenzenloses Leid einer Mutter (Where Are My Children?)
- 1994: Tod aus dem All (Without Warning)
- 1995: Auf Kriegsfuß mit Major Payne (Major Payne)
- 1995: Unter der Last der Beweise (Degree of Guilt)
- 1996: Mr. Wrong – Der Traummann wird zum Alptraum (Mr. Wrong)
- 1996: Verführung zum Mord (Seduced by Madness: The Diane Borchardt Story)
- 1996: Weihnachtsmann aus Leidenschaft (A Different Kind of Christmas)
- 1998: Die Ehebrecher (When Husbands Cheat)
- 1998: Slappy und die Rasselbande (Slappy and the Stinkers)
- 1999: Wenn nicht ein Wunder geschieht (A Season for Miracles)
- 2000: Spin und Marty: Unter Verdacht (The New Adventures of Spin and Marty: Suspect Behavior)
- 2001: Milo – Die Erde muss warten (Delivering Milo)
- 2002: Rhythmus im Blut (Gotta Kick It Up!)

### Serien
- 1982–1993: Cheers (275 Episoden)
- 1988: Flugzeugträger U.S.S. Georgetown (Supercarrier, neun Episoden)